# Stefan Fricke

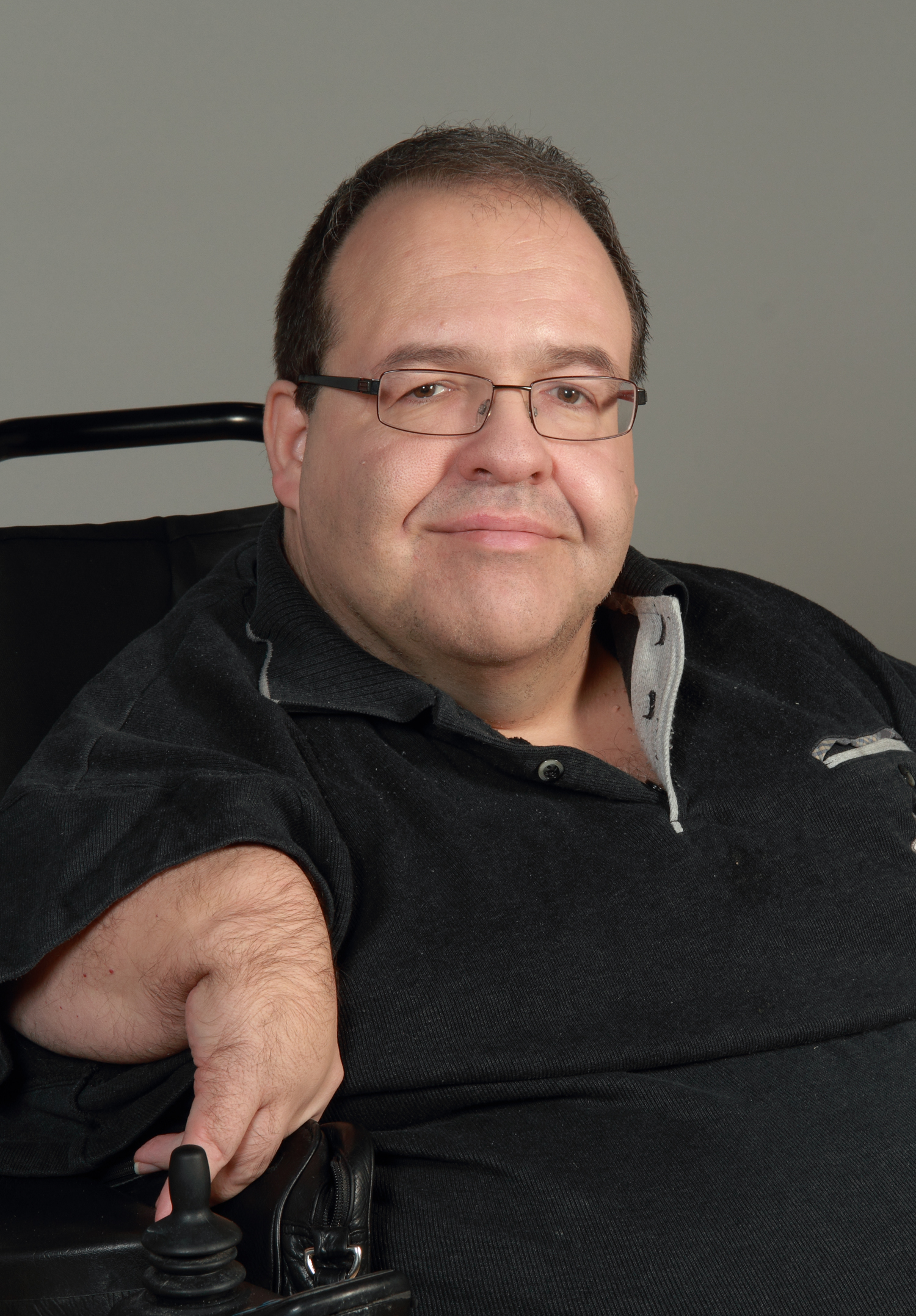
Stefan Fricke (2013)

Stefan Fricke (* 22. Februar 1962 in Bonn) ist ein deutscher Politiker der Piratenpartei. Er war nach der Landtagswahl in Nordrhein-Westfalen 2012 bis 2017 Mitglied im Nordrhein-Westfälischen Landtag.

## Leben
Stefan Fricke kam mit einer Conterganschädigung zur Welt. Er wirkte 2009 im Dokumentarfilm NoBody’s Perfect mit. Vor seiner Abgeordnetentätigkeit arbeitete Fricke als selbständiger Informationstechniker.
2006 wurde Fricke Mitglied der Piratenpartei. Er trat bei der Landtagswahl in Nordrhein-Westfalen 2010 und der Landtagswahl in Nordrhein-Westfalen 2012 im Landtagswahlkreis Köln VII als Direktkandidat an, wobei er 1,7 % und 9,6 % der Erststimmen erhielt. Bei der Landtagswahl 2010 stand er auf Platz 13 der Landesliste, ebenso bei der Landtagswahl 2012. 2012 zog er über seinen Listenplatz in den Landtag ein, dem er bis zum Ede der Legislaturperiode angehörte.
Mit dem Ende der Wahlperiode und dem Scheitern der Piratenpartei an der 5 % bei der Landtagswahl in Nordrhein-Westfalen 2017 schied Fricke aus dem Landtag aus.